# Fosse no 8 des mines de l'Escarpelle
La fosse no 8 de la Compagnie des mines de l'Escarpelle, dite Port-Arthur, est un ancien charbonnage du Bassin minier du Nord-Pas-de-Calais, situé à Auby. Le fonçage du puits débute en 1906, pour une mise en service en 1910. À cette époque, la Compagnie se met à ouvrir de nouveaux puits, après près de vingt ans sans nouvelles fosses, un puits no 7 bis est rajouté à la fosse no 7, rachetée à une société en faillite, et une fosse no 9 est ouverte pour améliorer l'aérage des fosses nos 1 et 3.
Détruite pendant la Première Guerre mondiale, elle est reconstruite avec des installations assez similaires. Un terril conique no 142 s'édifie au sud de la fosse, et des cités s'établissent au nord et au sud-est de la fosse. Après la Nationalisation, la fosse no 8 reprend l'extraction de la fosse no 7 - 7 bis en 1948. La fosse est destinée à devenir siège de concentration. Un puits no 8 bis devait être ouvert, mais cette solution a été abandonnée : la fosse no 9 est devenue le siège de concentration, et la fosse no 8 a été modernisée. Un chevalement à molettes superposées a été mis en place en 1958. Mais la fosse cesse d’extraire en 1968, date à laquelle les principales installations sont détruites.
Quelques bâtiments annexes ont été conservés, et sont toujours visibles au XXIe siècle. Le terril a été exploité, il n'en reste plus que la base. En revanche, les cités ont été conservées, et ont toutes été rénovées. La cité pavillonnaire de la Justice et son dispensaire de la Société de Secours Minière, ainsi que la cité-jardin du Moulin, ont été classés le 30 juin 2012 au patrimoine mondial de l'Unesco.

## La fosse
Après une vingtaine d'années sans avoir ouvert de nouvelle fosse, la Compagnie ouvre de nouveaux puits. Ainsi, en 1902, elle commence le fonçage du puits no 7 bis sur le site de la fosse qu'elle a acheté en 1880 à Courcelles-lès-Lens à la suite de la faillite de la Société de Courcelles-lez-Lens. Ce puits est mis en service en 1906. Le creusement du puits no 8 commence en janvier 1906 à Auby par le procédé de congélation et rencontre de nombreuses difficultés. Elle commence en 1909 le fonçage du puits no 9 à Roost-Warendin qui ne sera mis en service qu'après-guerre.

### Exploitation
L'exploitation ne débute qu'en 1910, mais les travaux communiquent avec ceux de la fosse no 6 dès 1908, située 2 560 mètres au nord-nord-est. Les installations, pourtant neuves, sont totalement détruites lors de la Première Guerre mondiale. La fosse no 8 est le théâtre d'un coup de grisou, le 31 juillet 1929 qui a tué huit mineurs.
À partir de novembre 1958, la modernisation du siège no 8 est entreprise. Un nouveau chevalement à molettes superposées est installé au-dessus de l'ancien chevalement, sans arrêter la production. Une machine d'extraction à poulie Koepe entraînée par deux moteurs de 1 000 chevaux remplace l'ancienne. En 1964, la fosse exploite entre les étages de 300 et 510 mètres. Le personnel est de 711 personnes au fond et 111 au jour. Le rendement net s'élève à 1 295 kilogrammes.
La fosse s'arrête le 30 juin 1968 après avoir extrait 10 150 000 tonnes. Le puits profond de 457 mètres est remblayé la même année. Le chevalement est abattu en fin d'année. La machine d'extraction est démontée pour être installée au puits Dechy no 2.

### Reconversion
Bien que la partie production ait été démolie en 1968, des bâtiments annexes ont été conservés. Il s'agit des bains-douches, des ateliers, des bureaux, et du poste électrique. L'habitation du garde est également visible, ainsi qu'une partie non négligeable des murs d'enceinte. Une entreprise de logistique s'est installée sur le carreau de fosse. Au début du XXIe siècle, Charbonnages de France matérialise la tête de puits, et y installe un exutoire de grisou. Le BRGM y effectue des inspections chaque année.

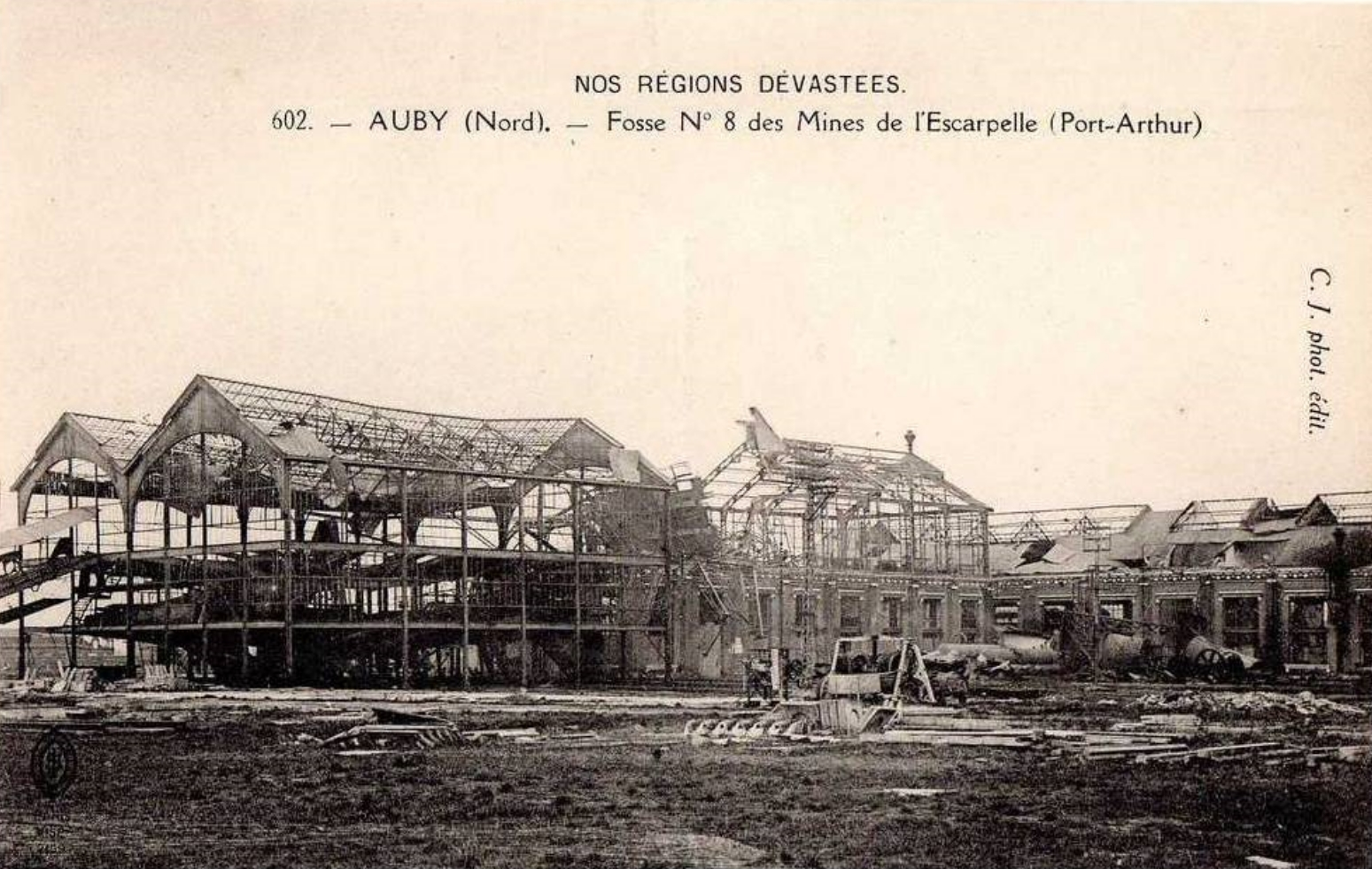
La fosse après la Première Guerre mondiale.
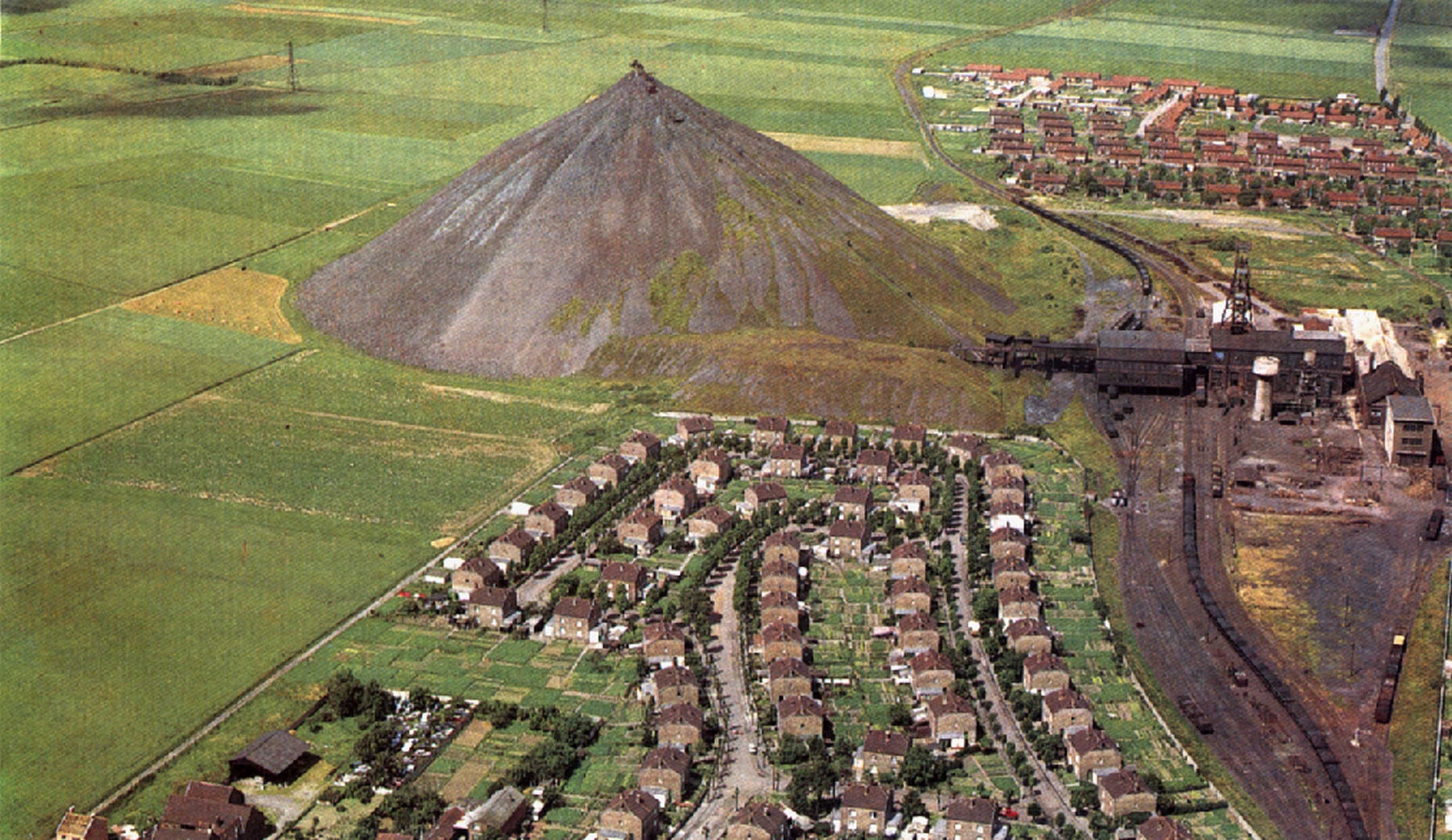
La fosse modernisée, son terril, et ses cités.
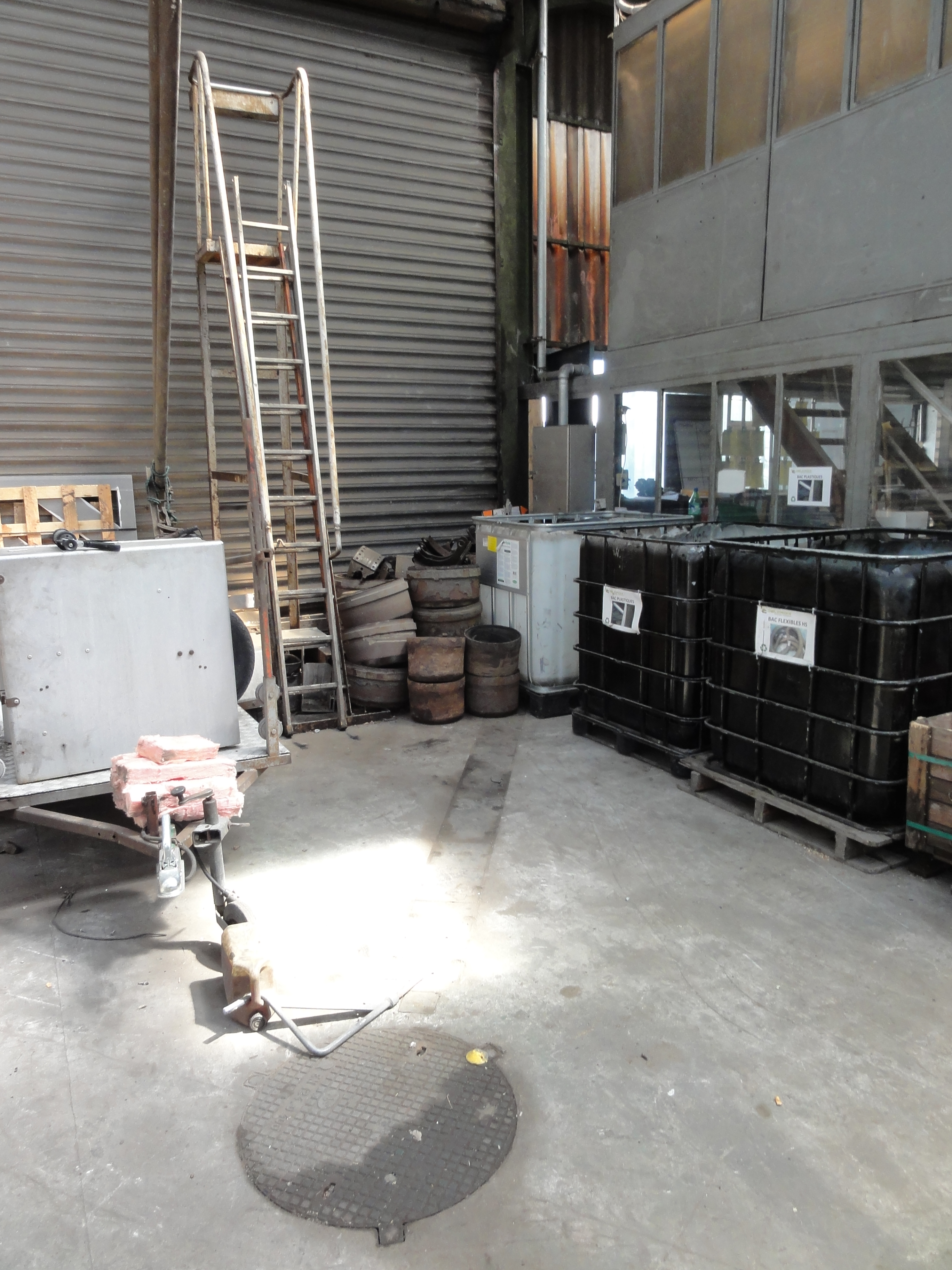
La tête de puits matérialisée no 8 et son exutoire de grisou.
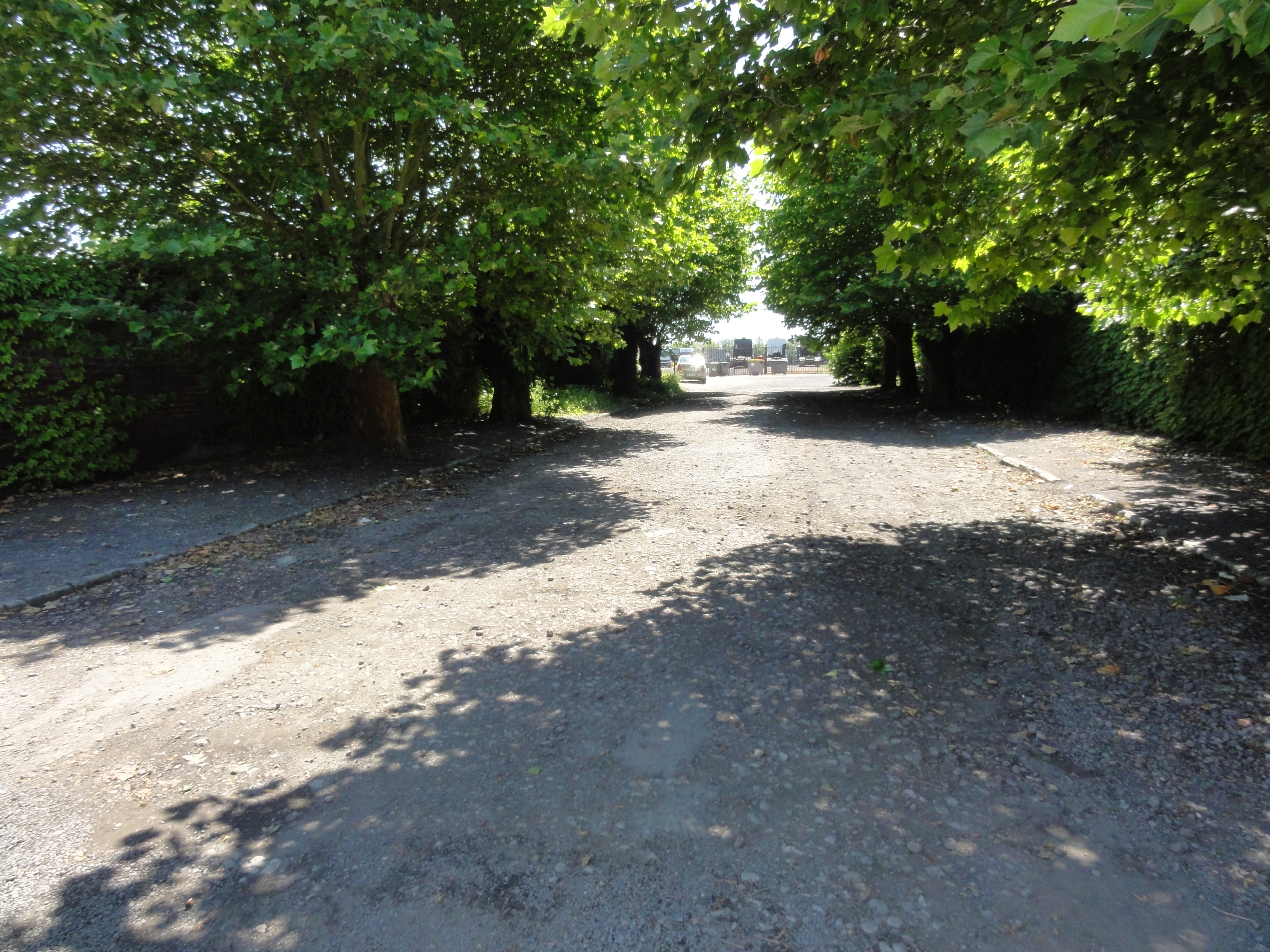
L'entrée de la fosse.
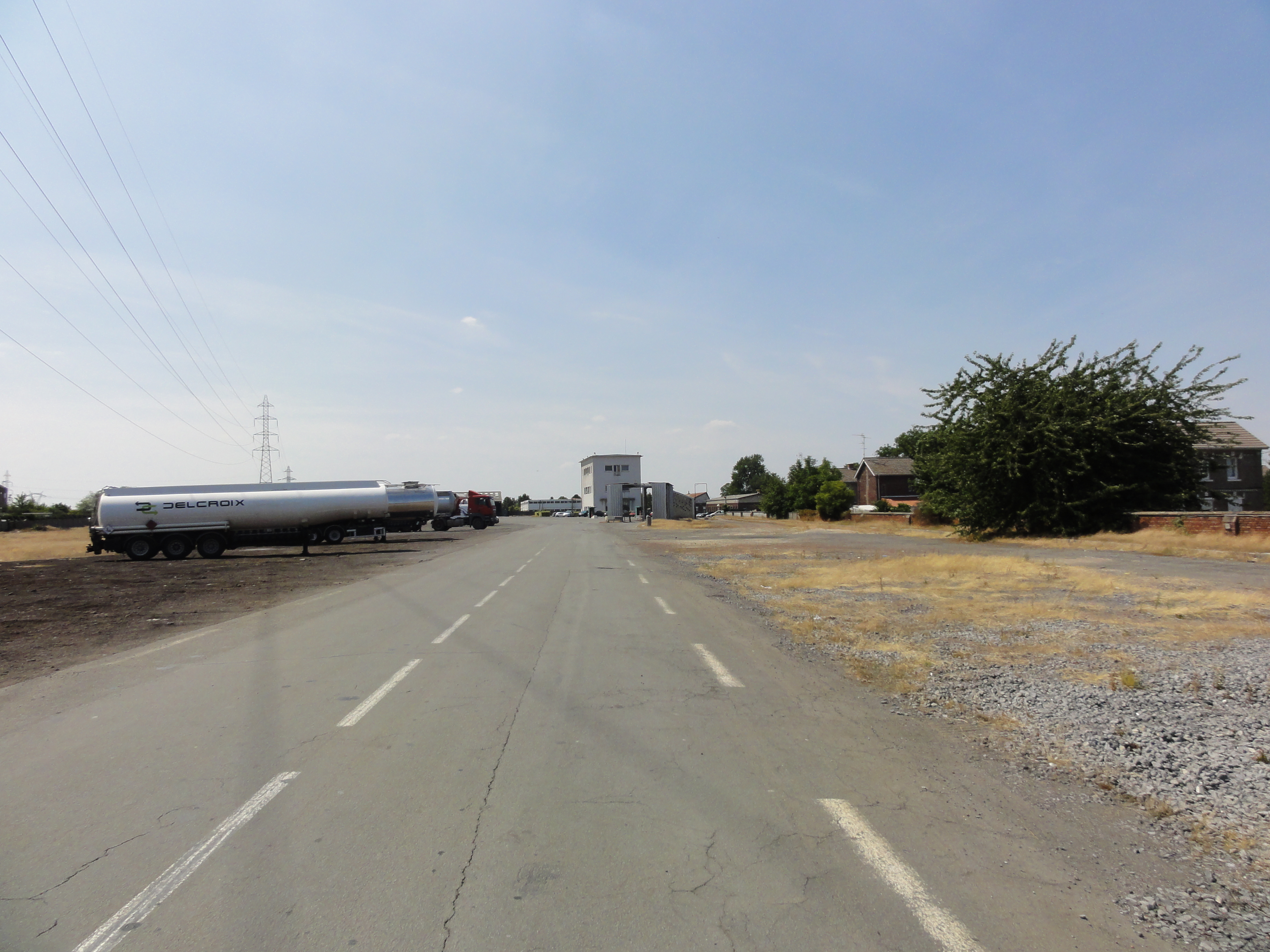
L'entrée du réseau ferroviaire.
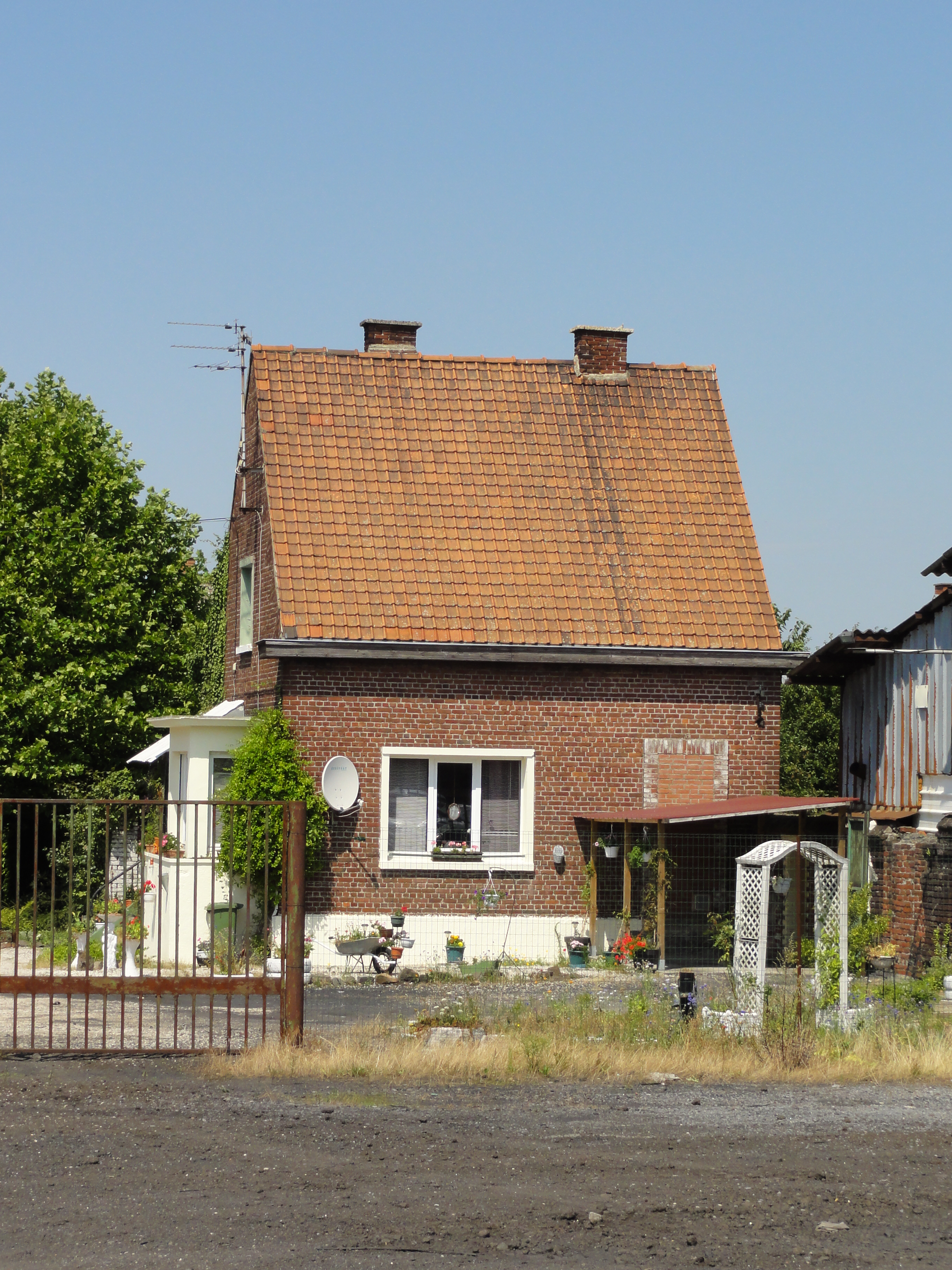
Le logement du garde.
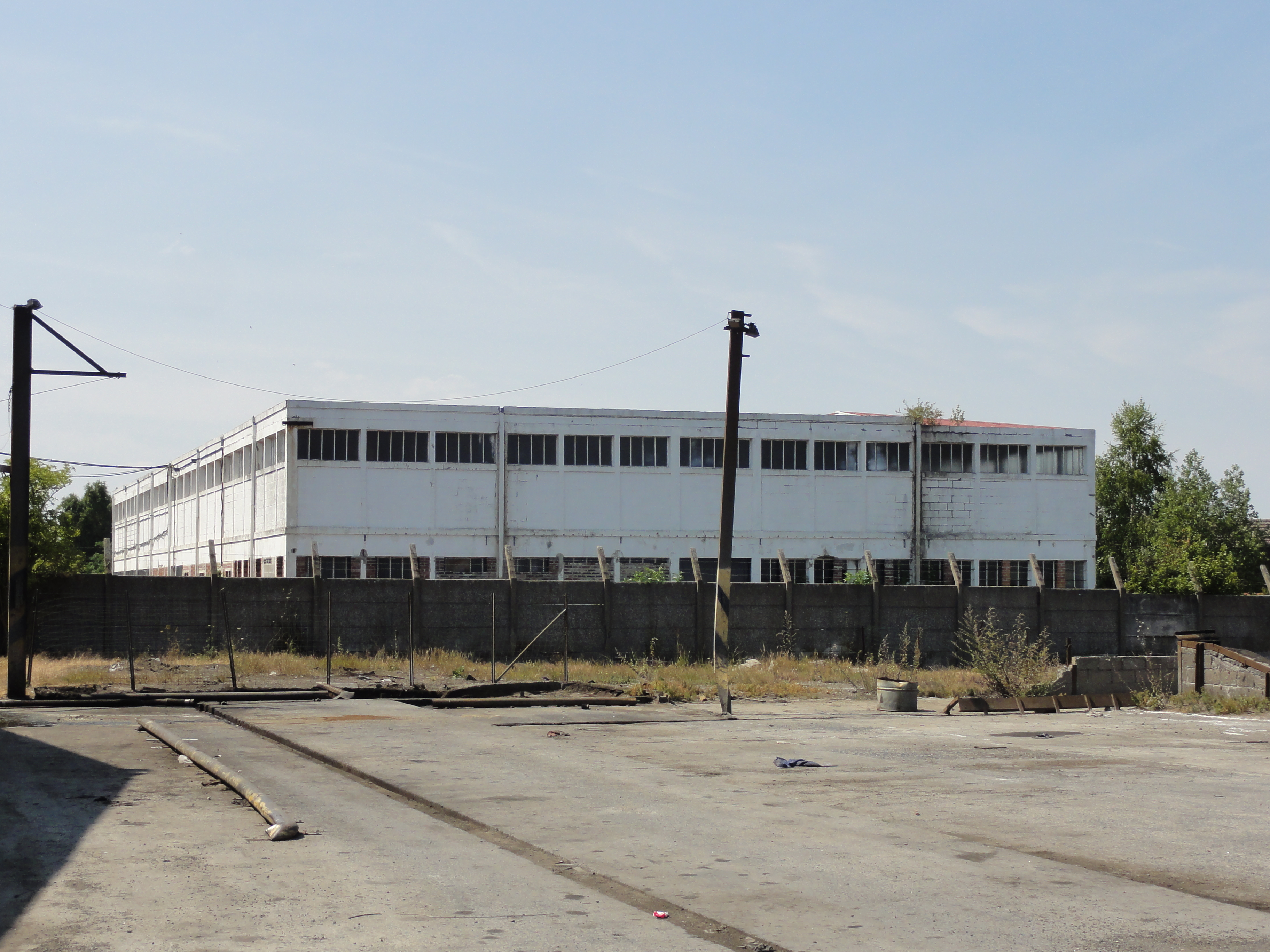
Les bains-douches.
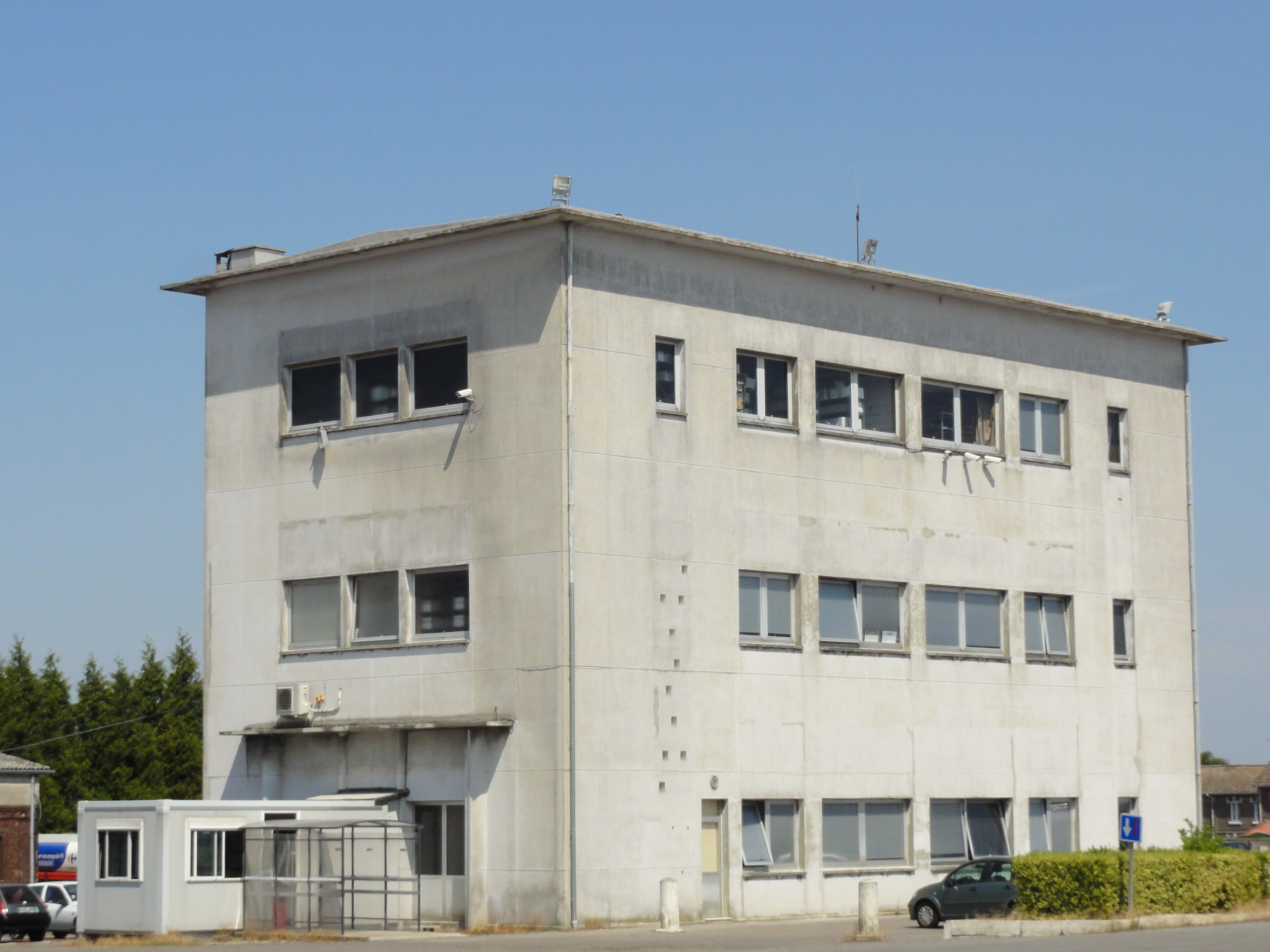
Les bureaux.
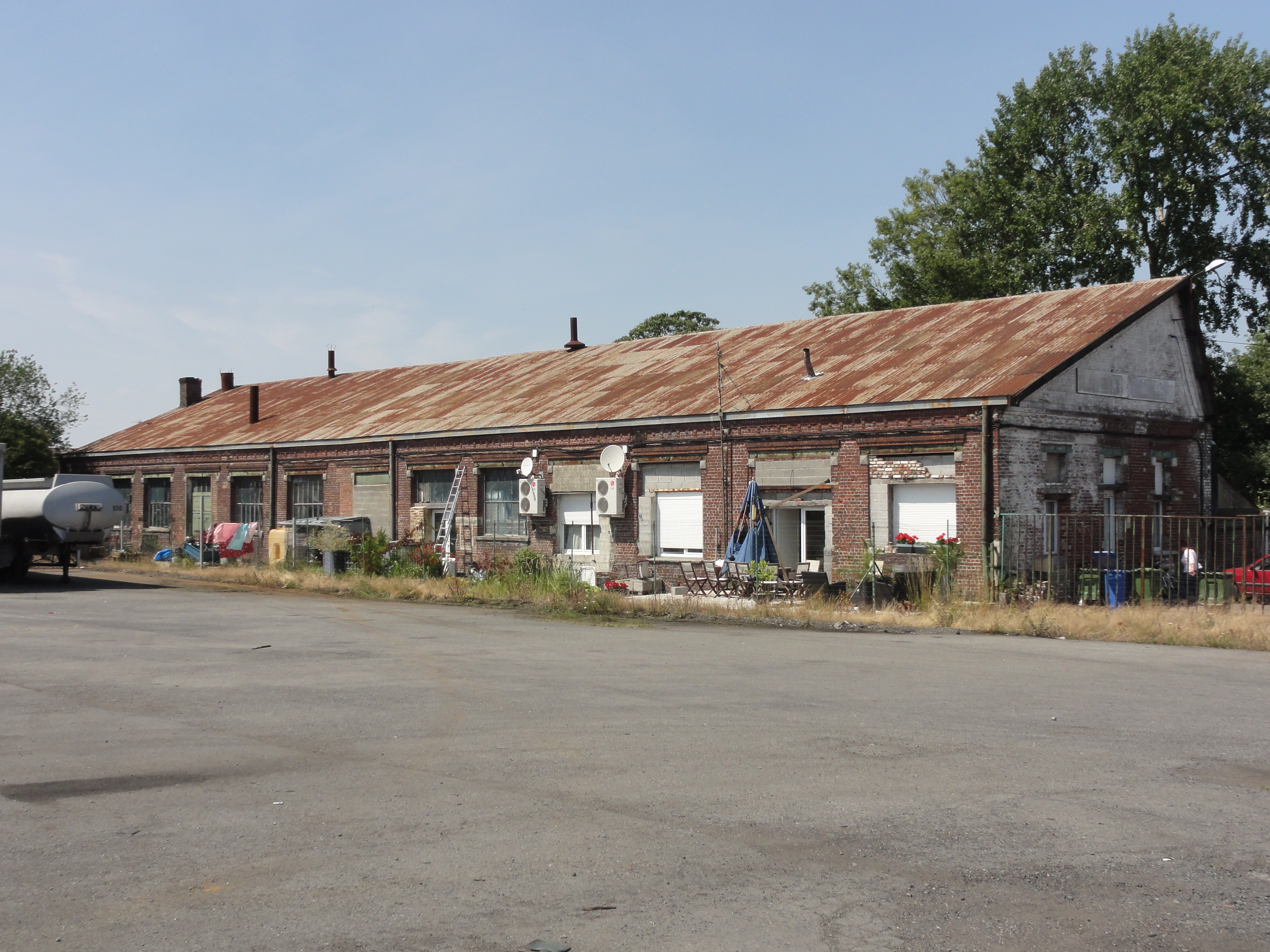
Les ateliers.
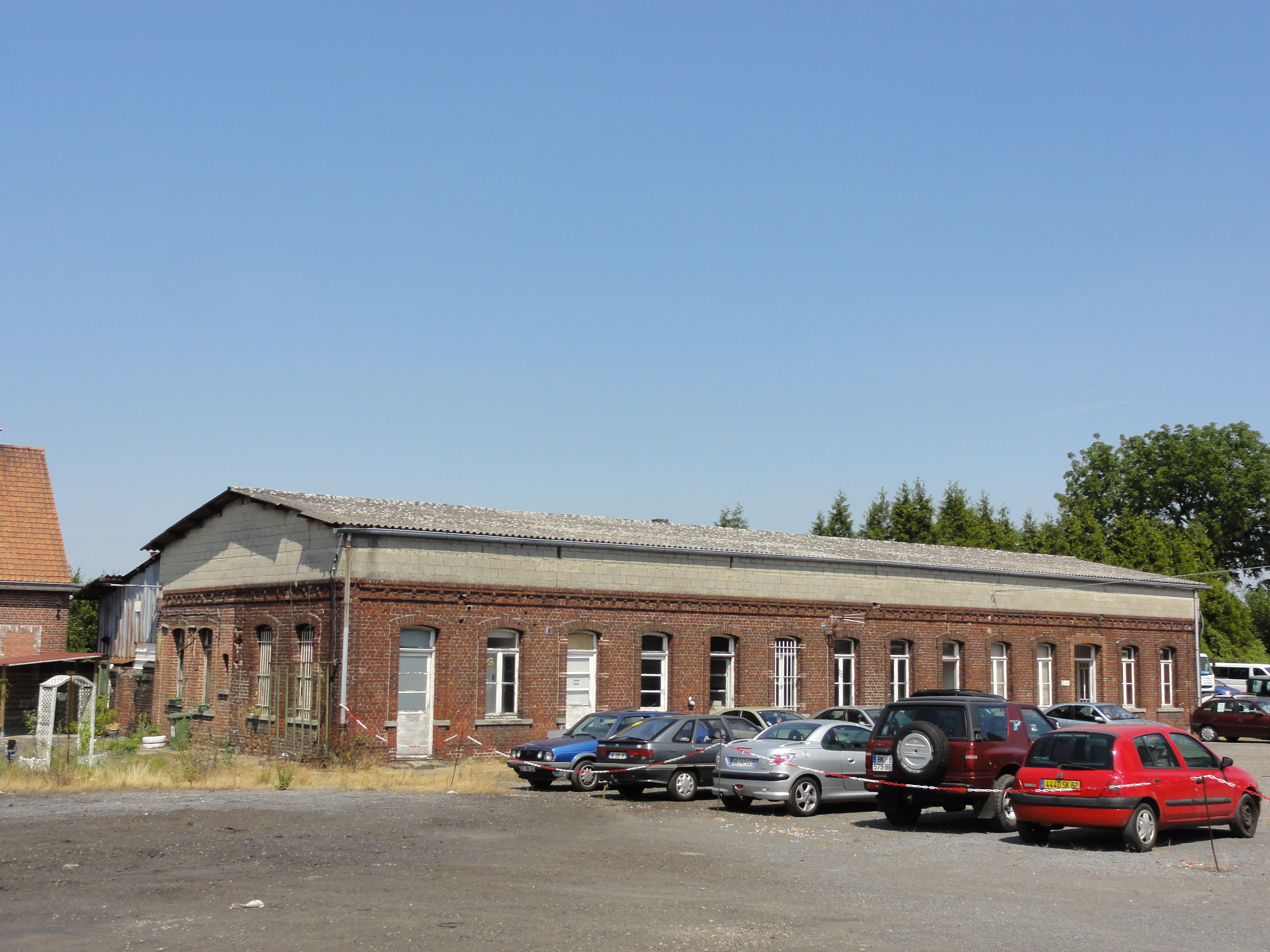
Les ateliers.
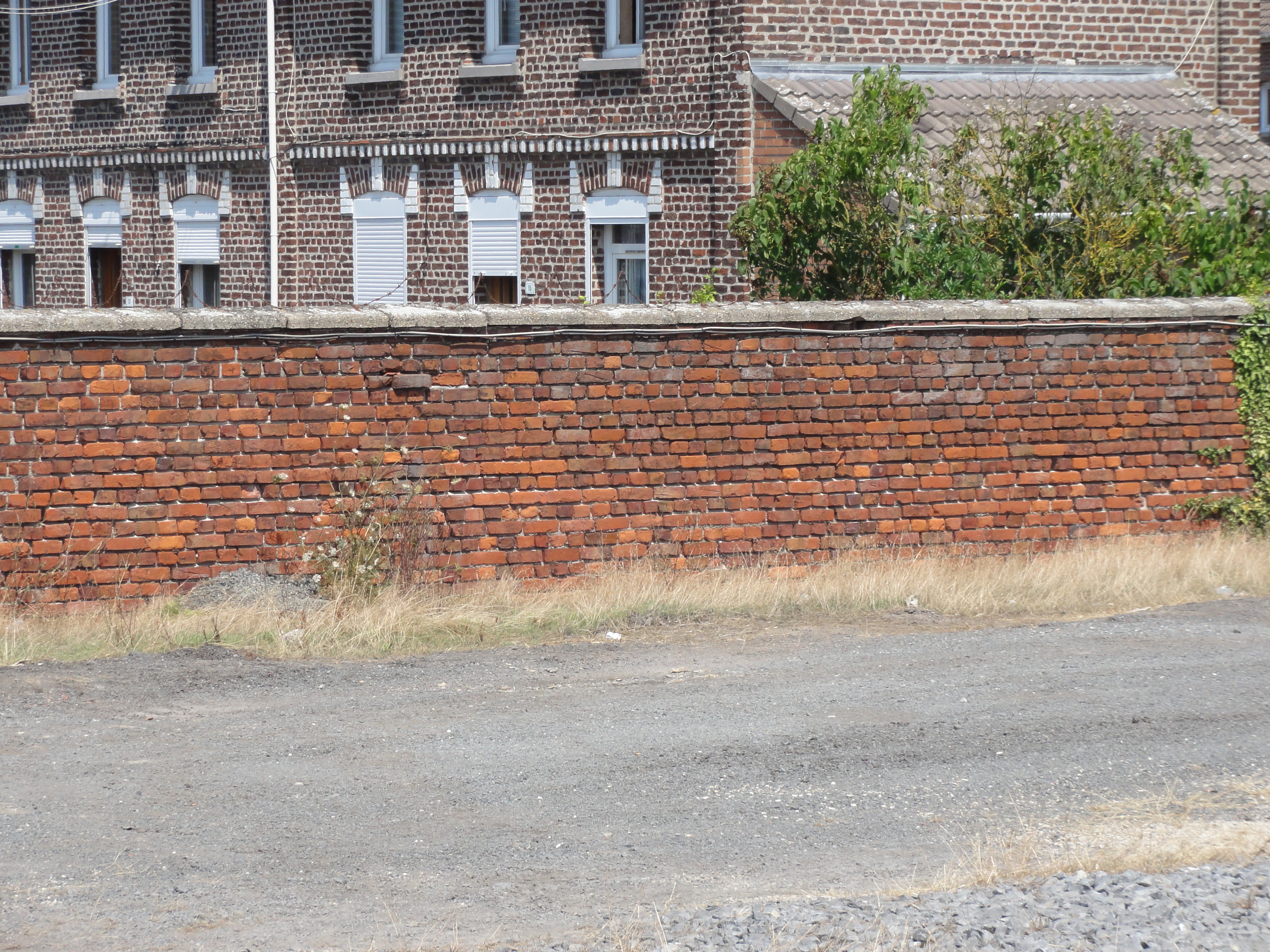
Les murs d'enceinte.

## Le terril
50° 24′ 39″ N, 3° 02′ 31″ E
Le terril no 142, dit 8 de l'Escarpelle, situé à Auby, est le terril conique de la fosse no 8 des mines de l'Escarpelle, il a été édifié au sud de la fosse. Exploité, il ne reste plus que la base.

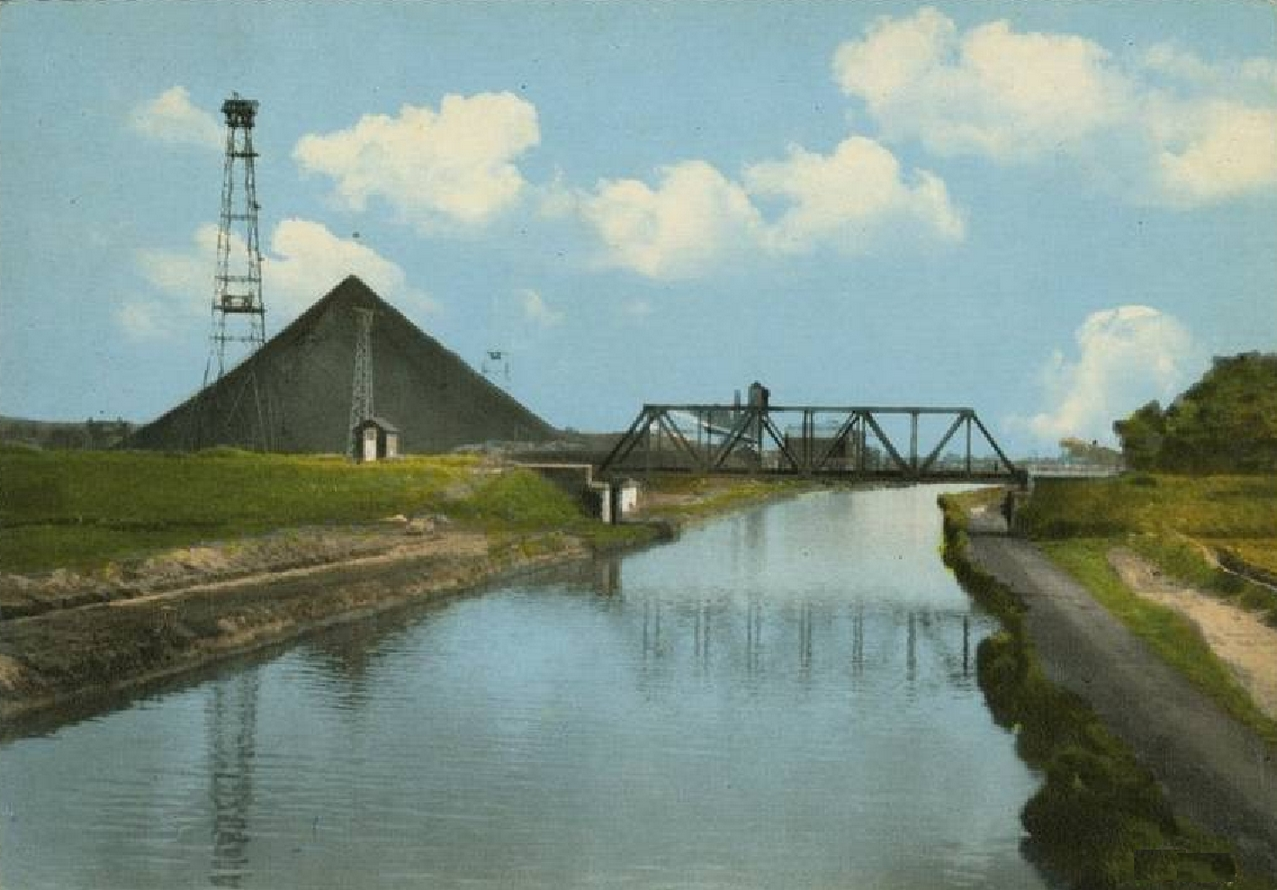
Le terril du 8 de l'Escarpelle avant son exploitation.
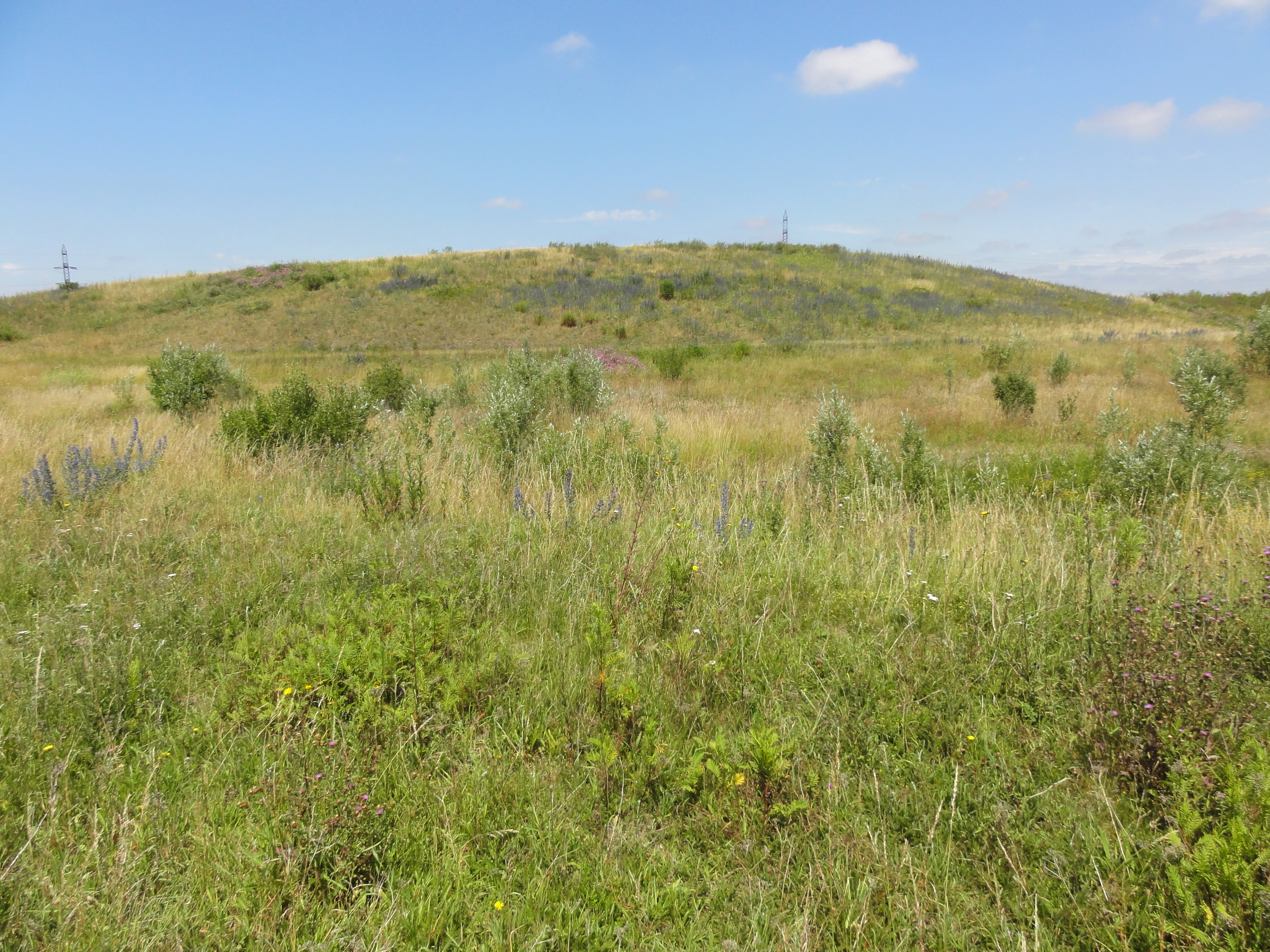
Le terril du 8 de l'Escarpelle en 2011.
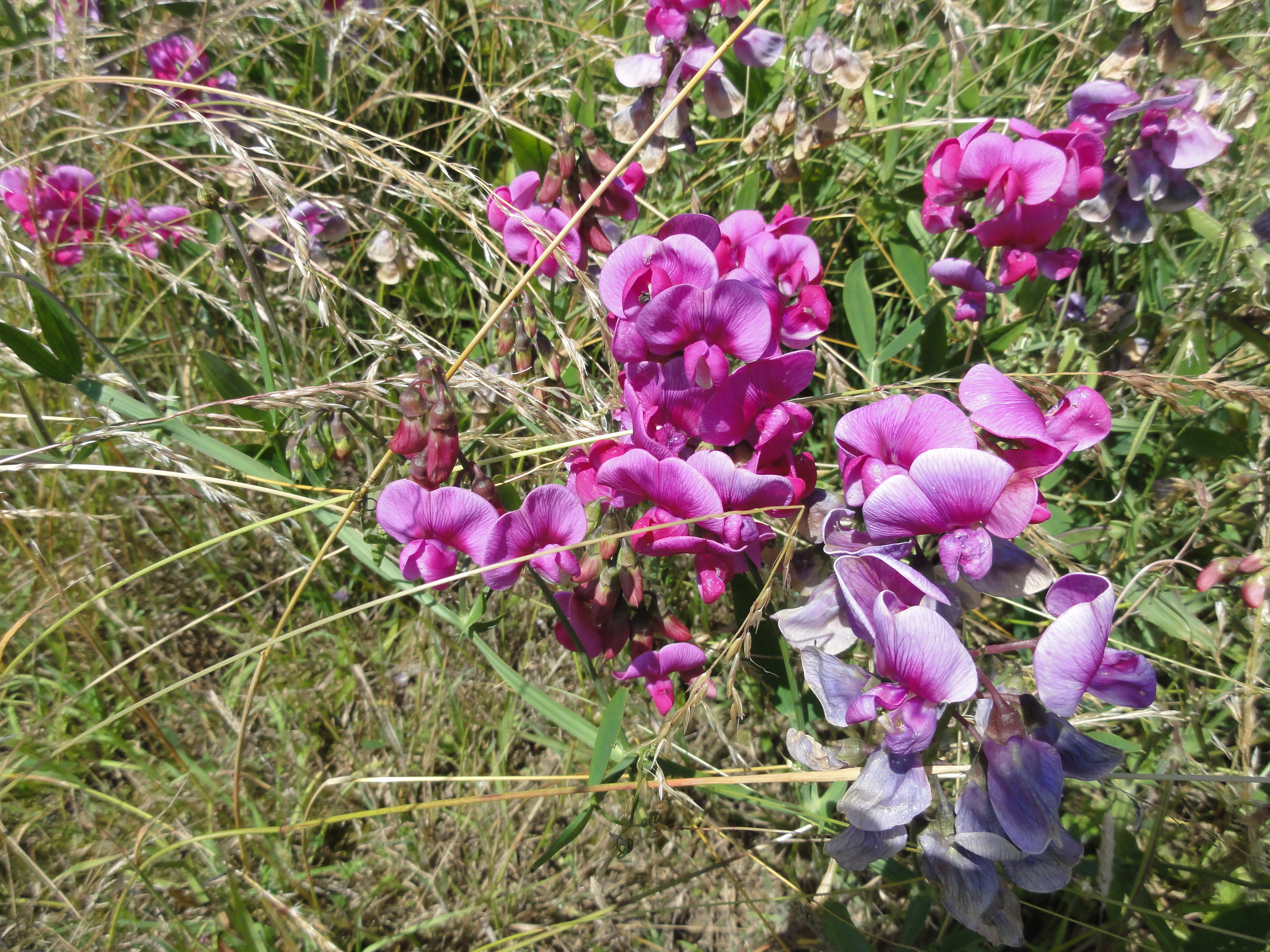
Des espèces végétales.
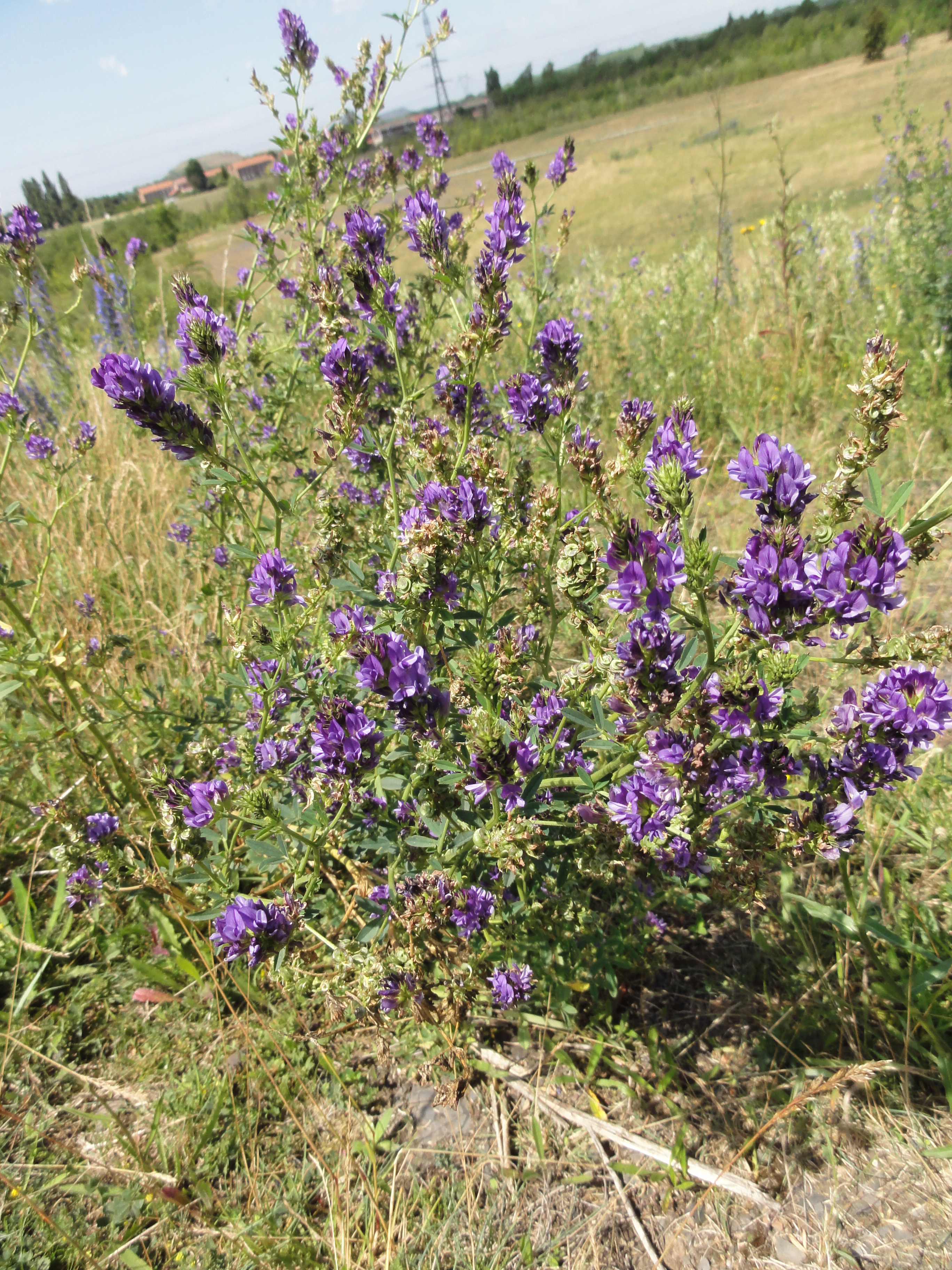
Des espèces végétales.
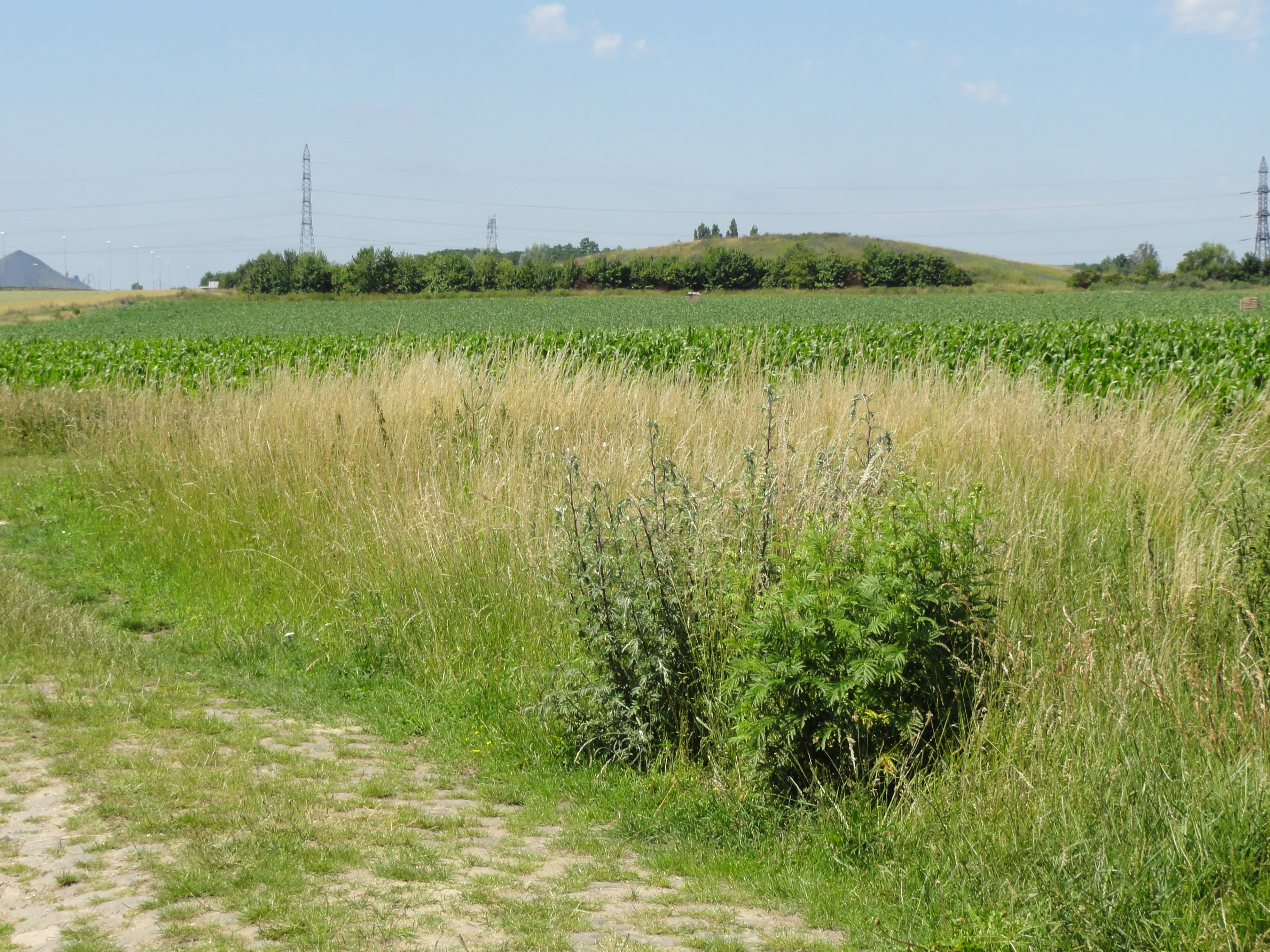
Vue du terril depuis les champs.

## Les cités
La Compagnie des mines de l'Escarpelle a bâti des cités au nord et au sud-est de la fosse. Il s'agit de maisons groupées par deux et possédant un étage, voire un grenier. Ces modèles sont propres à la Compagnie. Il est ainsi possible de retrouver les mêmes habitations près d'autres fosses de la Compagnie. Après la Nationalisation, le Groupe de Douai a fait construire tout à l'ouest des cités des habitations en plain-pied. Ces habitations sont courantes dans le bassin minier. La cité pavillonnaire de la Justice et son dispensaire de la Société de Secours Minière, ainsi que la cité-jardin du Moulin font partie des 353 éléments répartis sur 109 sites qui ont été classés le 30 juin 2012 au patrimoine mondial de l'Unesco. Ils constituent le site no 37.

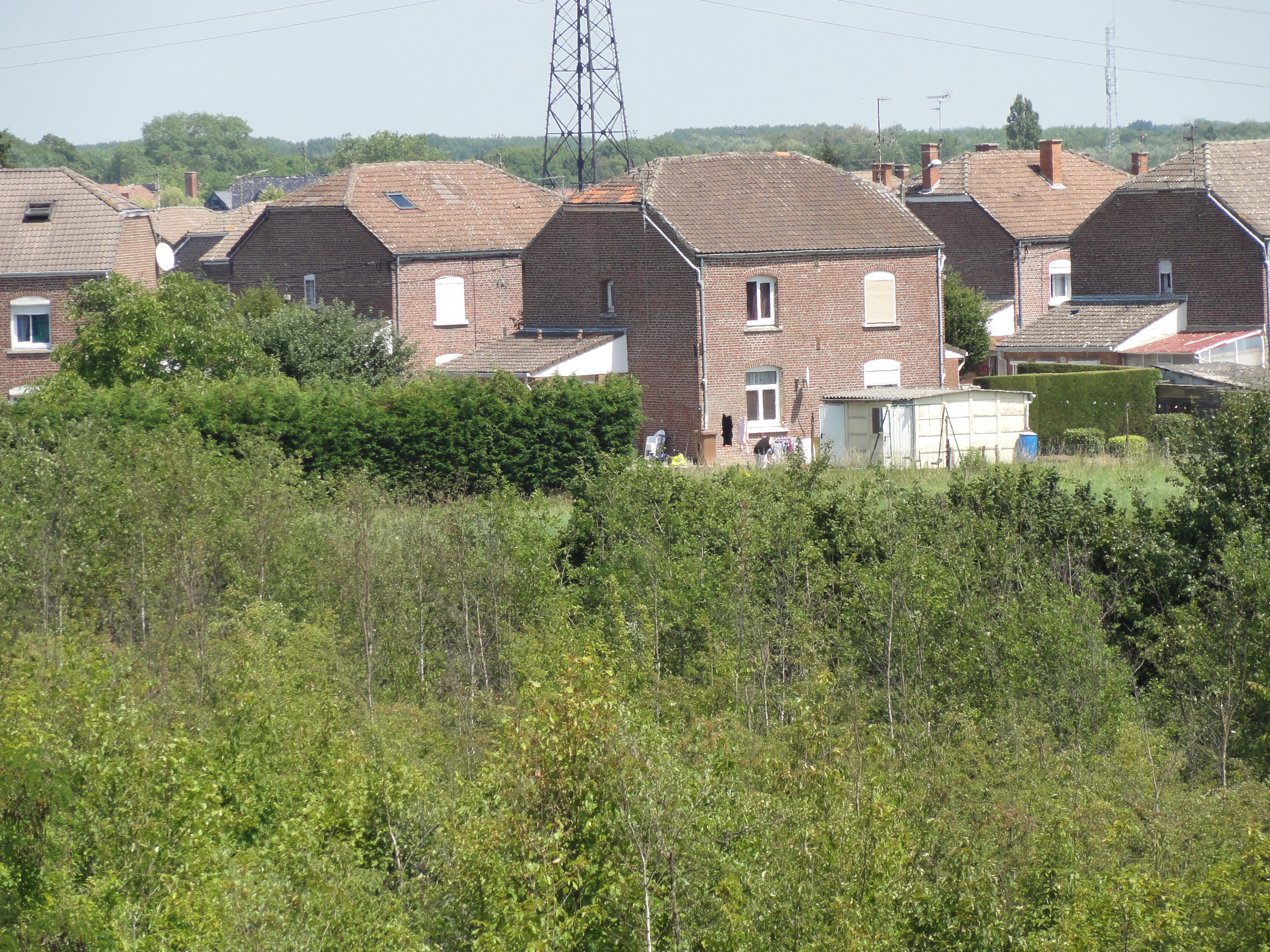
Des habitations typiques de la Compagnie de l'Escarpelle.
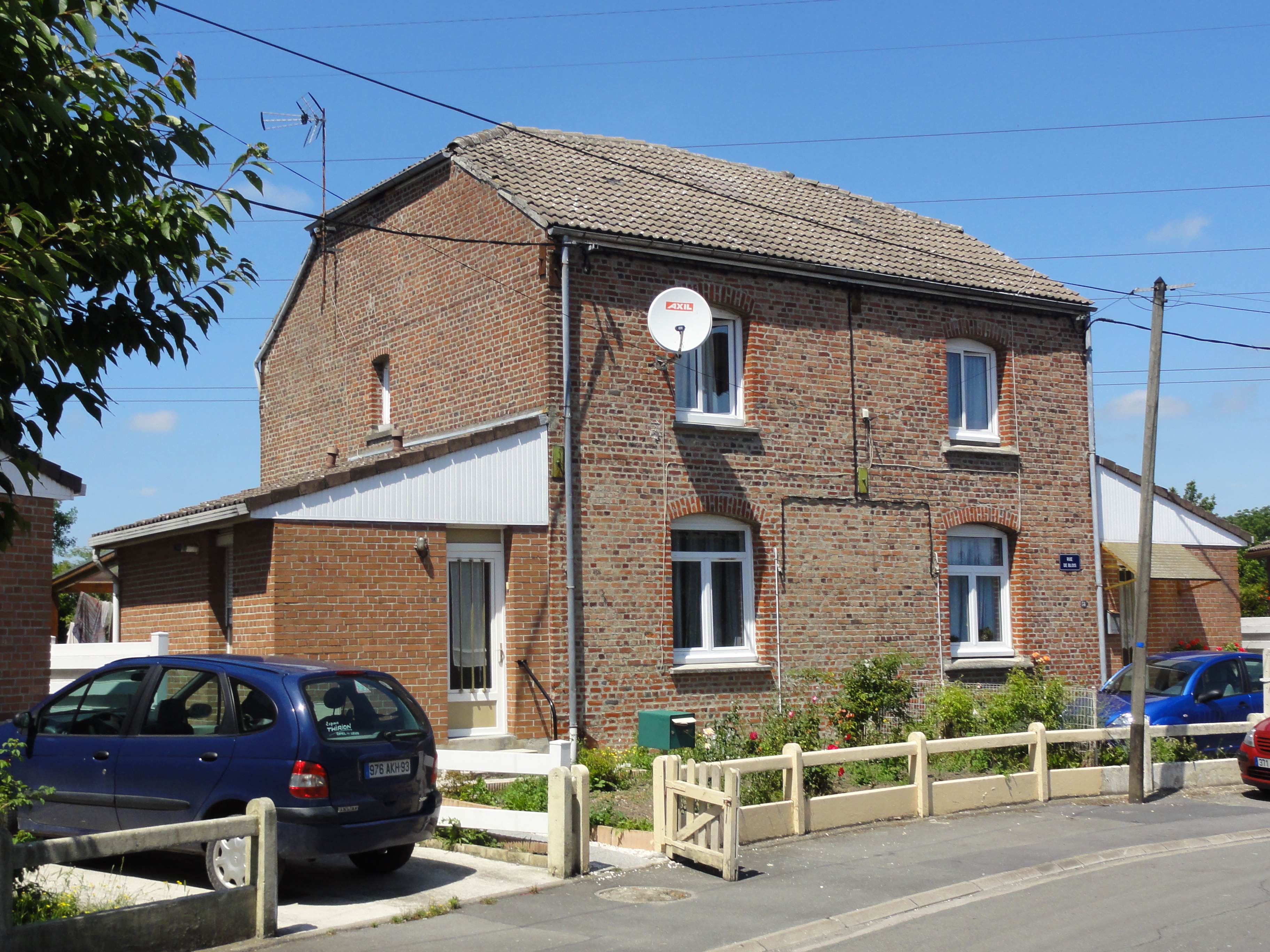
Des habitations groupées par deux.
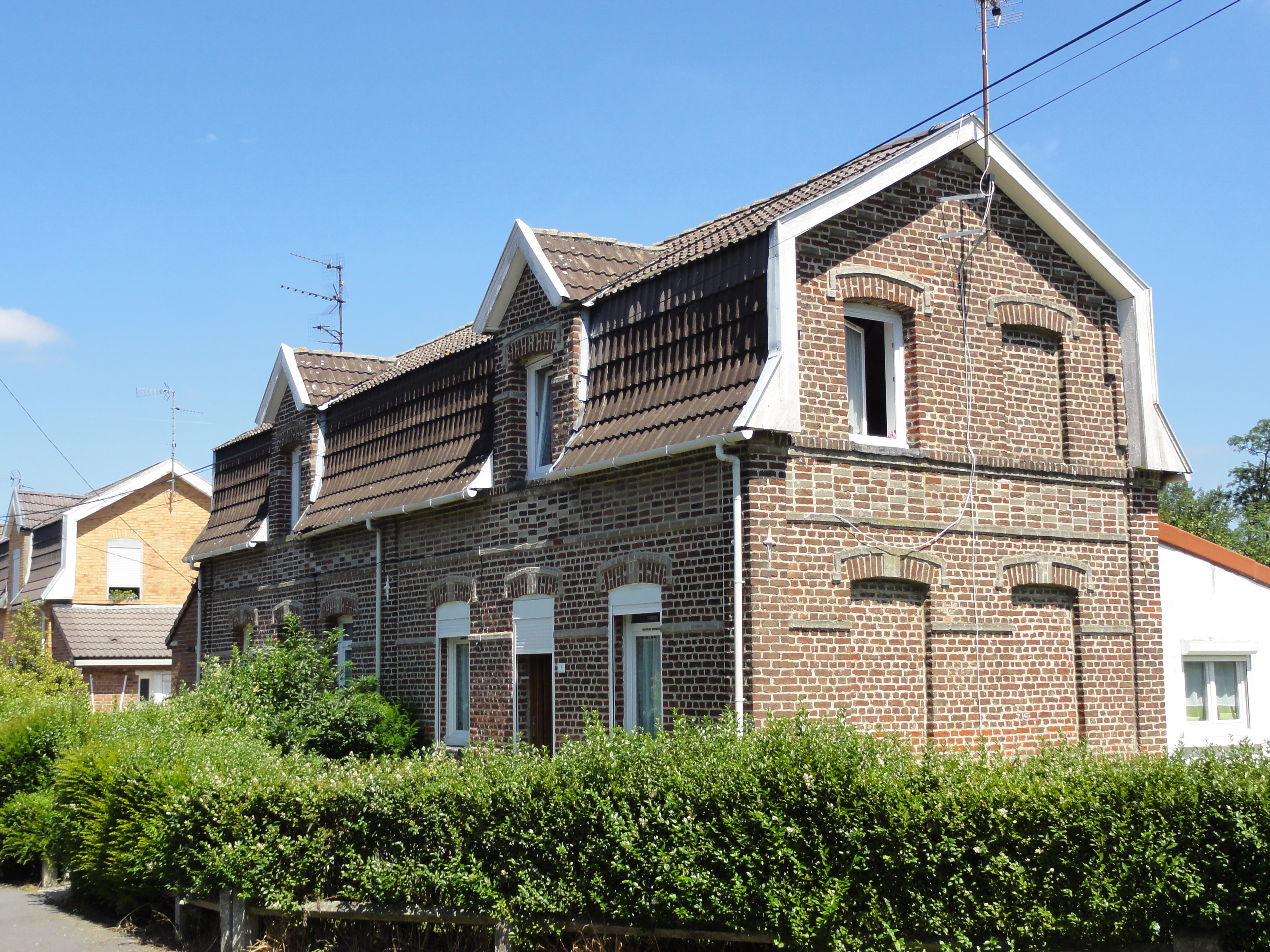
Des habitations groupées par deux.
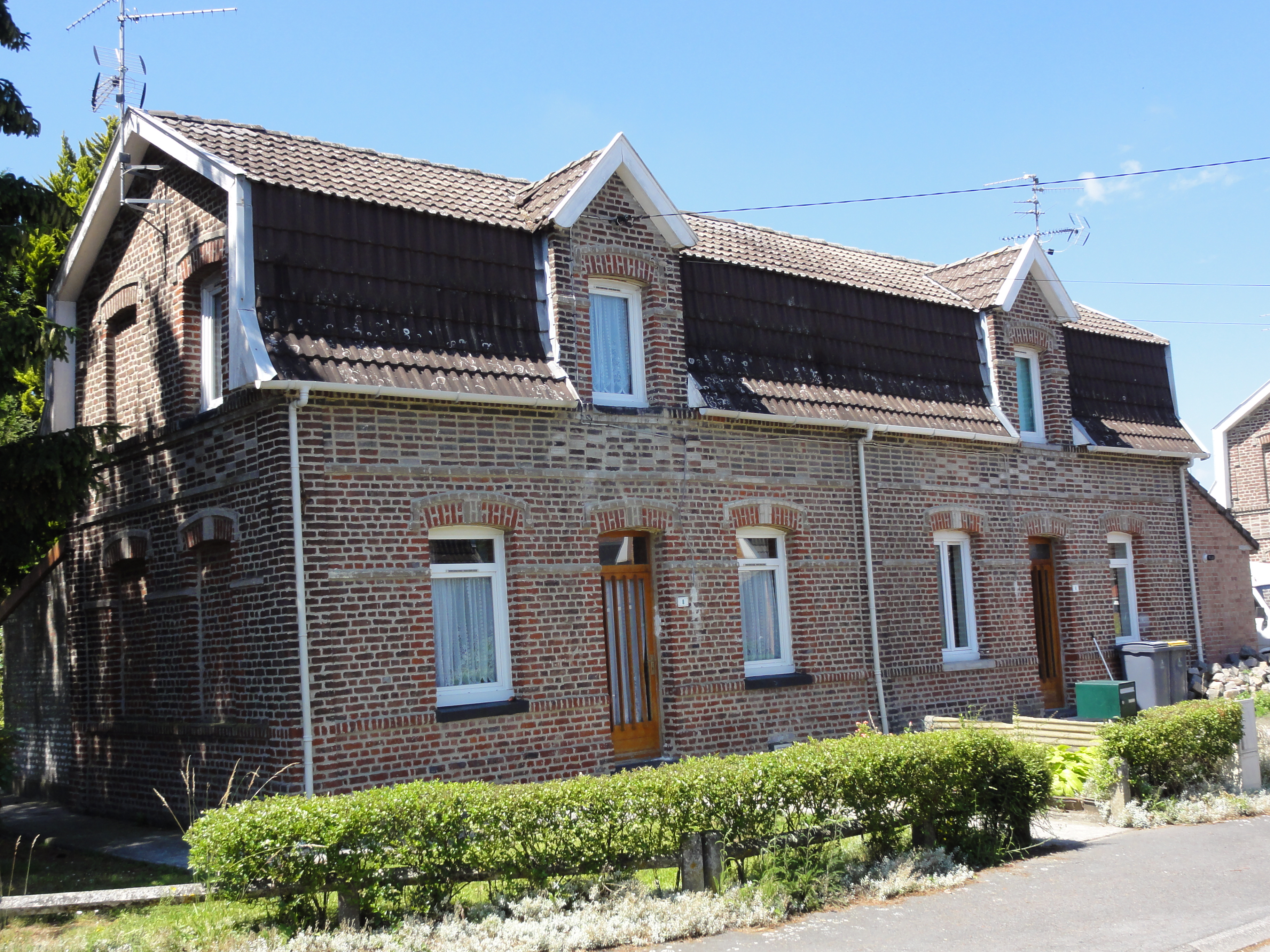
Des habitations groupées par deux.
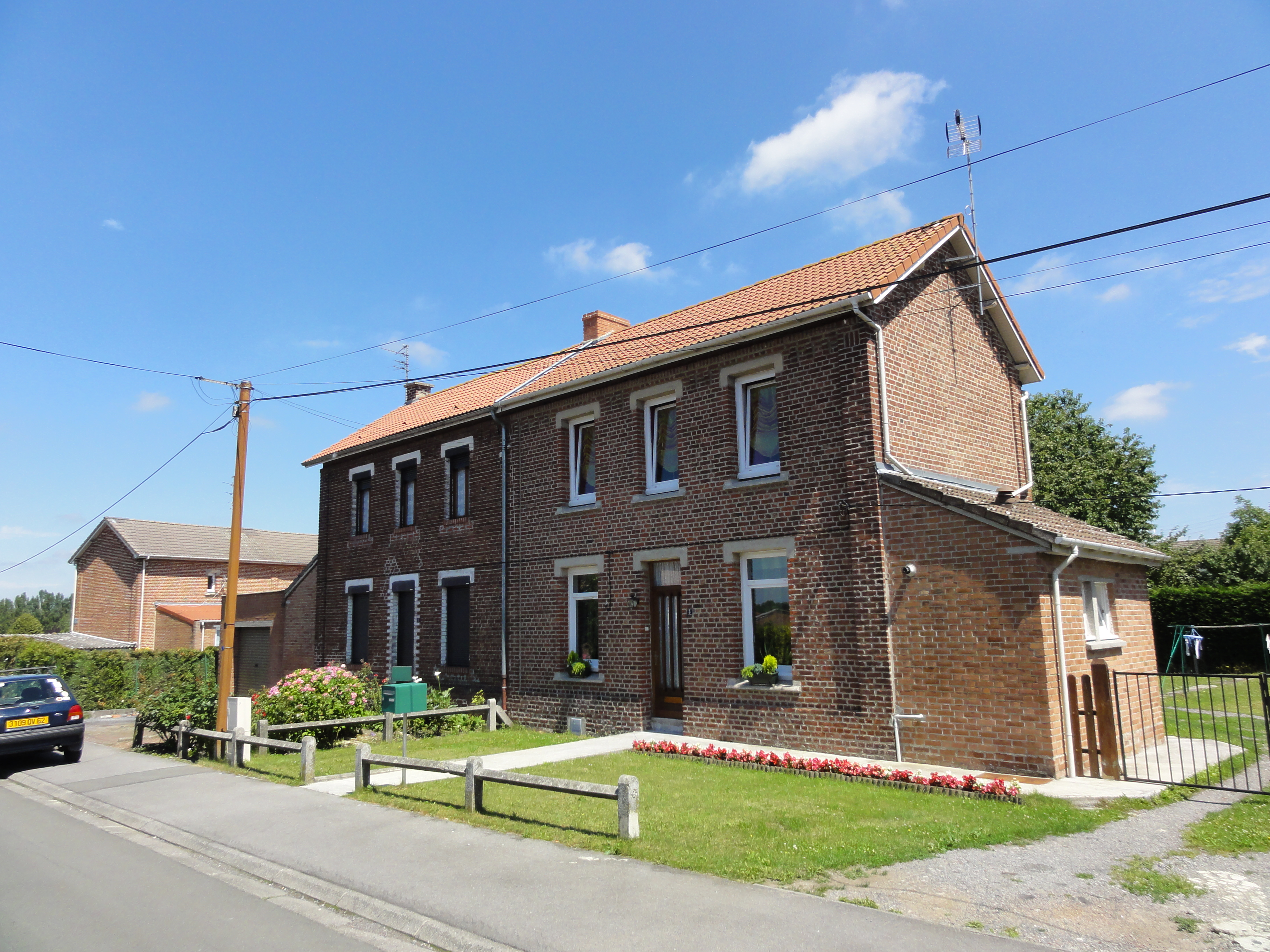
Des habitations groupées par deux.
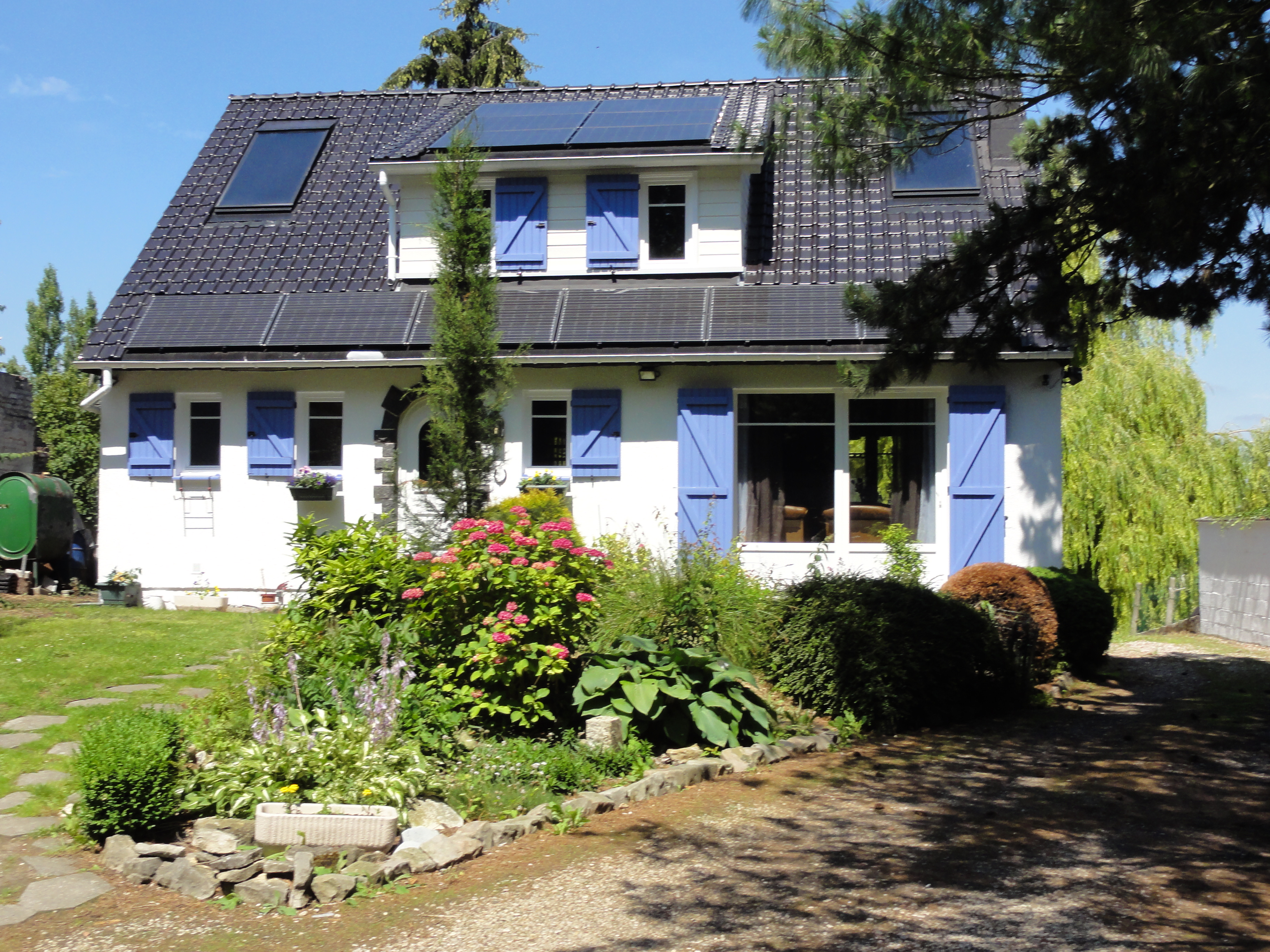
Une habitation d'ingénieur post-Nationalisation.
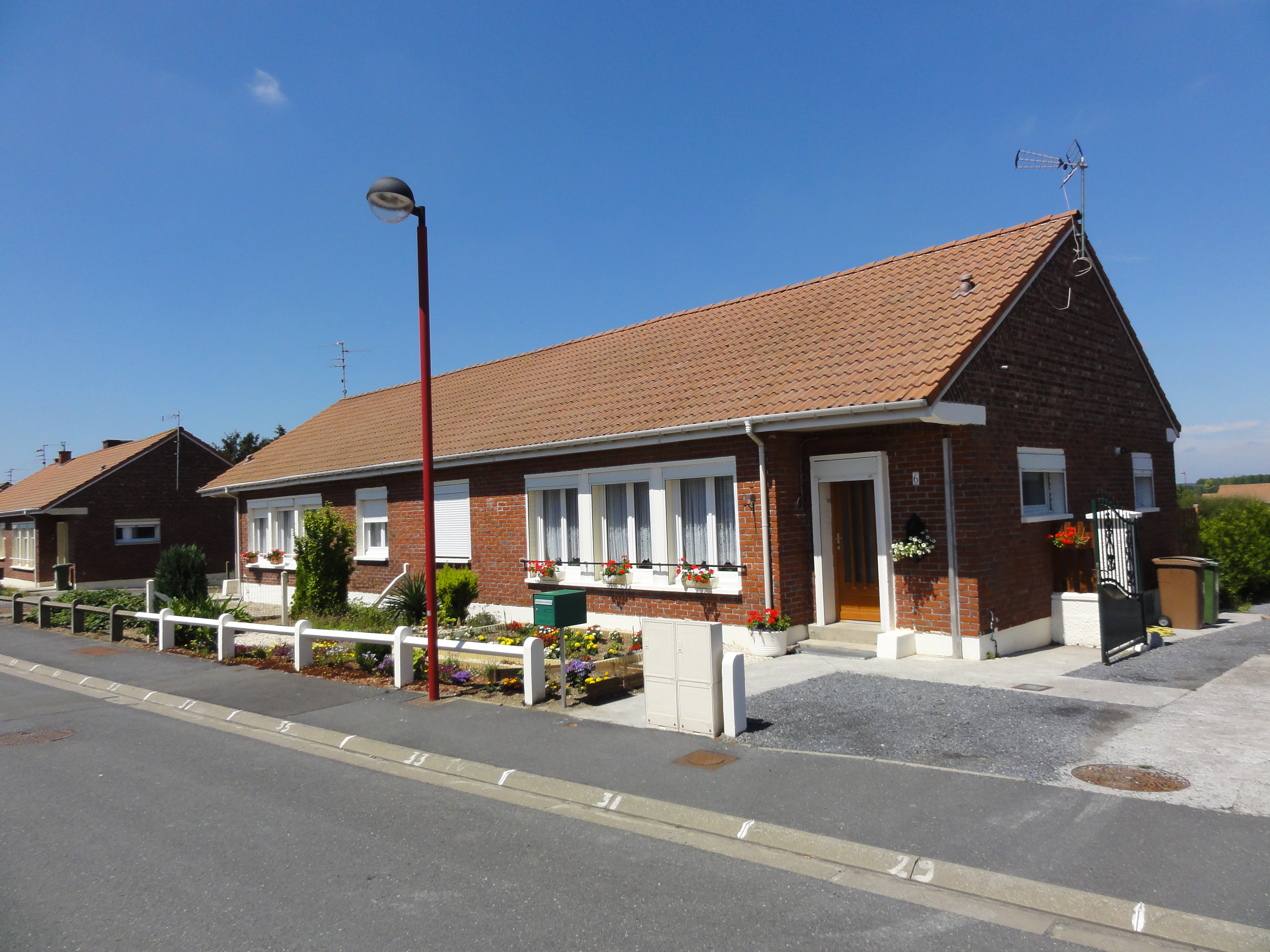
Des habitations post-Nationalisation.